# America Centrală
America Centrală este o regiune centrală a celor două Americi. Nedefinită exact, regiunea geografică este considerată a fi porțiunea sudică a continentului nord-american.

## Istoria

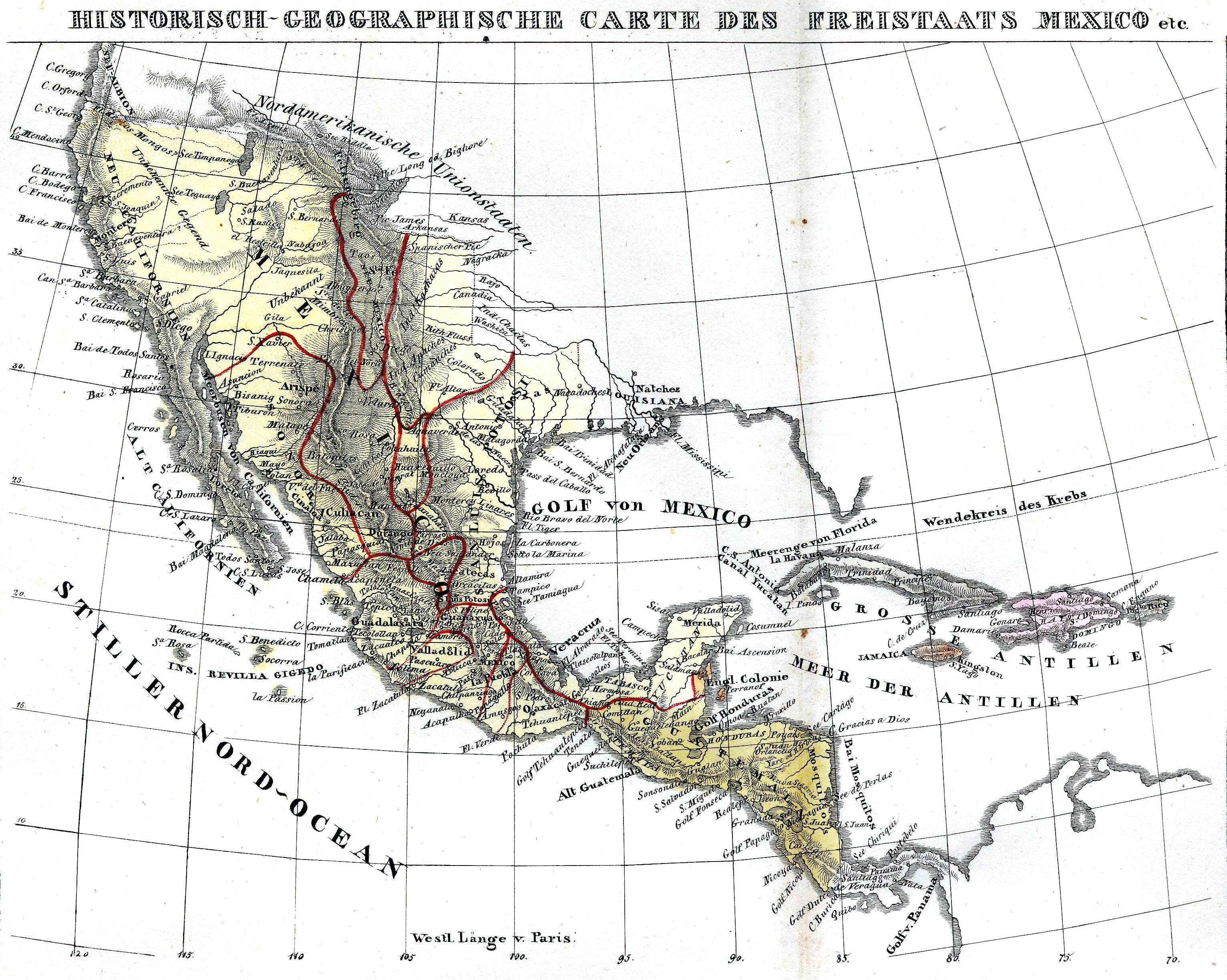
Mexic și America Centrală în anul 1829

Articol principal: Istoria Americii Centrale
A existat o națiune a Americii Centrale în prima jumătate a secolului XIX, formată din statele actuale Guatemala, Honduras, El Salvador, Nicaragua și Costa Rica (și o parte a statului mexican modern Chiapas). Această țară era cunoscută sub numele de Provinciile Unite ale Americii Centrale sau Statele Unite ale Americii Centrale. 

## Geografia

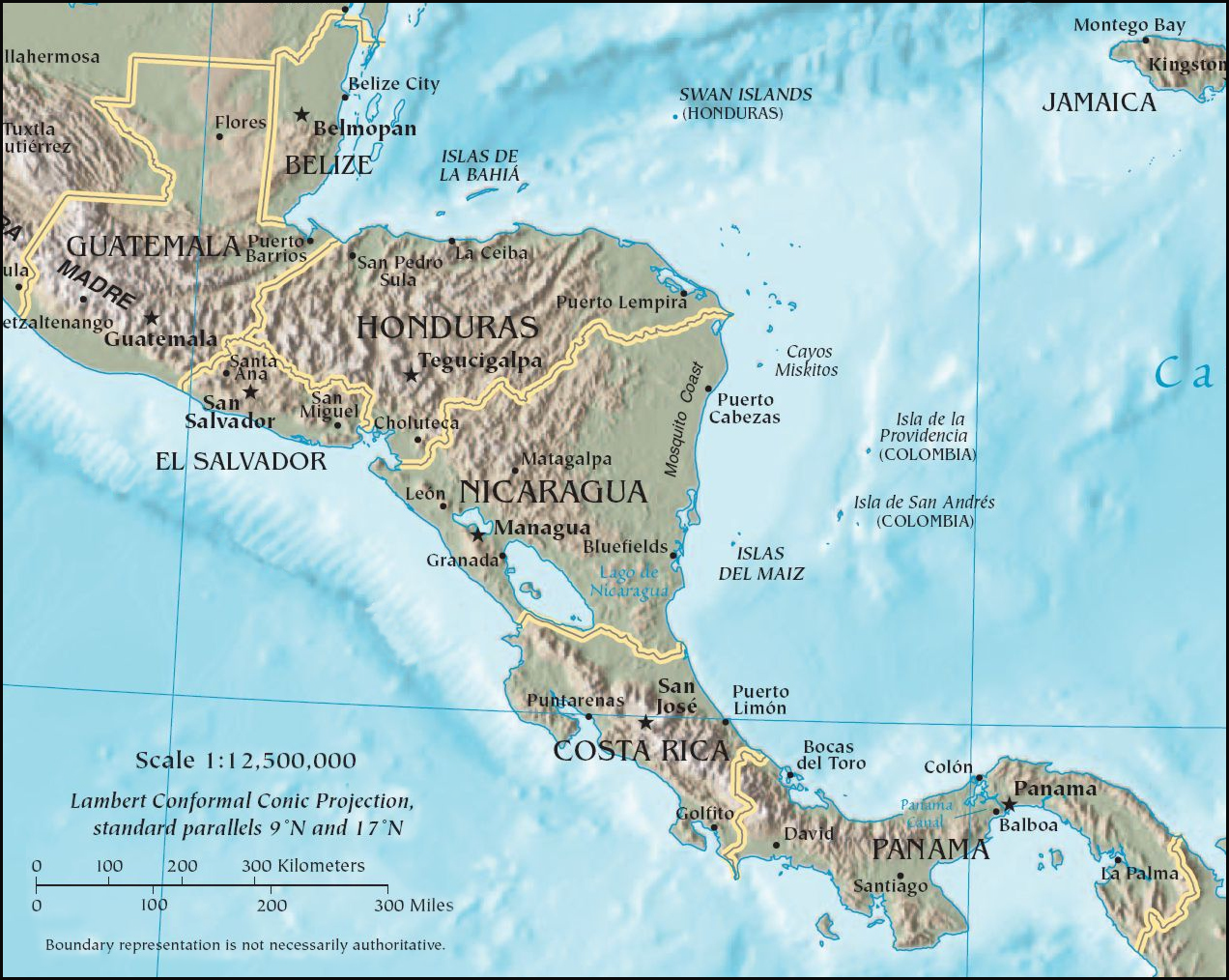
Hartă a Americii Centrale

America Centrală și Placa Caraibelor.

Din punct de vedere geografic, America Centrală reprezintă un istm îngust al sudului Americii de Nord, întinzându-se de la Istmul lui Tehuantepec din Mexic către sud-est spre Istmul Panama unde se întâlnește cu Câmpiile Pacificului din Columbia în nord-vestul Americii de Sud. Având o suprafață de circa 523 000 km², regiunea include porțiunea din Mexic aflată la est de Istmul lui Tehuantepec — respectiv statele mexicane Campeche, Chiapas, Quintana Roo, Tabasco, și Yucatán. Oceanul Pacific de Nord se află la sud-vest, Marea Caraibelor se află la nord-est iar Golful Mexicului se află la nord. Țările Americii Centrale aveau o populație totală de 39 267 000 locuitori în 2006.
Cea mai mare parte a Americii Centrale se află pe Placa Caraibelor. Regiunea este activă din punct de vedere geologic, având loc uneori erupții vulcanice și cutremure. În 1931 și 1972 două cutremure au devastat Managua, capitala statului Nicaragua. Solurile vulcanice fertile au permis existența populațiilor dense în zone deluroase producitve din punct de vedere agricol.

### Clima
De la nivelul mării până la aproximativ 900 m se numesc "terenuri fierbinți" de caldura verii permanent și ploi abundente. Între 1000 m și 2500 m deasupra nivelului mării terenuri temperate unde temperaturile medii anuale sunt între 15 ° C și 25 ° C sunt; precipitații predomină la sfarsitul verii. De mai sus 2500 m sunt terenurile reci cu temperaturi medii care se încadrează sub 20 ° C și cu intervale de temperatură de zi cu zi marcate.

### Flora și fauna
Flora și fauna din America Centrală este casa speciilor din America de Nord și de Sud, plus un număr mare de specii endemice Această diversitate tulpini de a fi o zonă de tranzit între două continente, două mari regiuni oceanice și un refugiu în timpul diferitelor din cauza glaciațiuni din trecut sau izolarea geografică care au transformat zona în insule. Endemism sunt în prezent 7% din specii cunoscute, dar această cifră este înșelătoare, deoarece este una dintre cele mai diverse biologic regiuni din lume și numărul mare de specii care se ascunde numărul de specii endemice este de asemenea foarte mare.

## Politică
Din punct de vedere geopolitic, America Centrală este formată din următoarele țări:
- Belize
- Costa Rica
- El Salvador
- Guatemala
- Honduras
- Nicaragua
- Panama

* Canalul Panama, cu o lungime de 77 km, taie Istmul Panama, legând Marea Caraibelor (o mare marginală a Oceanului Atlantic de Oceanul Pacific. Deși din punct de vedere fiziografic Panama este o națiune transcontinentală, ea este considerată ca făcând în întregime parte din America de Nord.

## Demografică
Populația este de 43 milioane, cu o suprafata de 521.499 de kilometri pătrați și o densitate de 81 locuitori pe kilometru pătrat. Cea mai mare parte a populației este concentrată în Guatemala și Honduras, în cazul în care există mai mult de 10 de milioane, în timp ce în Costa Rica și Nicaragua are mai puțin de 5 milioane.

### Etnii
Populația este foarte diversă, cu un set de metiși, albi, grupuri indigene, mulatri, negri si asiatici. Fiecare țară are majoritatea sa etnică diferit:
- Honduras, Panama și El Salvador: cu vastă majoritate mestisi, (amestec de indigene și europene) cu escazas minoritate de negri, albi și indieni.
- Guatemala: Aproximativ 66% din populație este de indigene (având 24 de grupuri recunoscute), 24% sunt mestizo și 10% sunt albi de origine europeană.
- Belize: Ea are populația neagră din America Centrală, cu o mare parte din mulatri și metiși. Populația indigenă este de 15%.
- Nicaragua: 61,4% din populație este mestizo, albii alcătuiesc 30%, iar 8,6% sunt minorități negru, mulatru, și indieni.
- Costa Rica: 65,8% din populație este de culoare albă, 13,6% este mestizo (Costa Rica este singura țară cu minoritate mestizo scăzut), 6,7% sunt mulatri, o comunitate mică indigene de 2,4% și 9% sunt imigranți din Nicaragua.